# ري ديمبسي
ري ديمبسي (بالإنجليزية: Rey Dempsey)‏ هو مدير فني أمريكي، ولد في 20 سبتمبر 1936 في East Pittsburgh, Pennsylvania ‏ في الولايات المتحدة.